# Perry Moore
William Perry Moore (Richmond, 4 novembre 1971 – Manhattan, 17 febbraio 2011) è stato uno scrittore, produttore cinematografico e sceneggiatore statunitense, produttore esecutivo della saga de Le cronache di Narnia e l'autore di Hero, un romanzo vincitore dell'Award che parla di un teenager supereroe gay.

## Infanzia e adolescenza
Moore nasce il 4 novembre 1971 a Richmond da William e Nancy Norris Moore. Il padre era un veterano della guerra in Vietnam. Aveva due sorelle, Jane ed Elizabeth. Vive l'adolescenza a Virginia Beach, si diploma alla Norfolk Academy e si laurea alla University of Virginia.
Ha lavorato nel team di produzione del The Rosie O'Donnel Show per poi lavorare presso la Walden Media. È stato il produttore esecutivo di I Am David, un adattamento dal romanzo di Anne Holm North to Freedom.

## Carriera cinematografica
Moore è stato un produttore esecutivo de Le cronache di Narnia - Il leone, la strega e l'armadio. Ha continuato il suo ruolo di produttore esecutivo anche nei due capitoli successivi, Il principe Caspian e Il viaggio del veliero.
Ha co-scritto e co-diretto (insieme al compagno di vita Hunter Hill) il film del 2008 Lake City. Ha anche co-prodotto il documentario del 2010 di Spike Jonze riguardante l'illustratore di libri per bambini Maurice Sendak.
La notte prima di morire, Moore disse al padre che aveva già assicurato i finanziamenti per un quarto film della saga tratta dai romanzi di  Lewis, basata sul libro Il nipote del mago.

## Carriera letteraria
Il romanzo Hero scritto da Moore è stato pubblicato da Hyperion Books nell'agosto del 2007. Nel maggio dell'anno successivo vinse il Lambda Literary Award come miglior romanzo adolescenzial-LGBT dell'anno 2007. Nel 2009 cominciò a scrivere un seguito del romanzo Hero. Il padre ha dichiarato che Moore aveva intenzione di realizzare un film dal proprio romanzo nel 2011. Nel febbraio 2010 Moore iniziò a scrivere un nuovo libro: Way of the Wolf, Book One: Fire.

## Vita privata
Moore era gay dichiarato e viveva a New York con il partner Hunter Hill. Moore era anche  cristiano.

## Morte
Moore muore il 17 febbraio 2011 nel suo appartamento di New York all'età di 39 anni, a causa di un'apparente overdose di droga. A causare la morte è stato probabilmente un farmaco con effetti analoghi alla morfina. Negli ultimi tempi Moore soffriva di mal di schiena, ma l'eccessivo dolore e la continua ricerca di sollievo ne ha causato la dipendenza.